# Комишуваха
Комишуваха (на украински: Комишуваха) е селище от градски тип в Южна Украйна, Орихивски район на Запорожка област. Основано е през 1770 година. Населението му е около 5452 души.